# Ilema virescens
Ilema virescens är en fjärilsart som beskrevs av Moore 1879. Ilema virescens ingår i släktet Ilema och familjen tofsspinnare. Inga underarter finns listade i Catalogue of Life.